# Elson Hooi
Elson Hooi (* 1. Oktober 1991 in Willemstad, Curaçao, Niederländische Antillen) ist ein niederländischer Fußballspieler.

## Karriere

### Verein
Hooi begann in den Jugendabteilungen von Inter Wilemstad und NAC Breda, bevor er ab 2012 beim Profikader des niederländischen Zweitligisten Breda zum Einsatz kam. Bis 2016 absolvierte er für die Mannschaft 78 Spiele und erzielte 9 Treffer. In 2015 wurde er an den dänischen Klub Viborg FF und 2016 an das Team von des FC Volendam verliehen. Im Anschluss wechselte er im Juli 2016 zum zyprischen Drittligisten Ermis Aradippou und 2017 zum dänischen Zweitligisten Vendsyssel FF. In beiden Teams kam er auf nur insgesamt 10 Einsätze. Im Juli 2017 unterschrieb er beim niederländischen Erstligisten ADO Den Haag, wo er bis 2020 auf 63 Spiele und 3 Treffer kam. Zwischen 2020 und 2023 spielte er den Muaither SC in Katar, den Al-Tadhamon SC in Kuwait und zuletzt für den Al-Mina'a SC im Irak. Von Junli 2023 bis Juli 2024 war er vertrags- und vereinslos. Ende Juni 2024 zog es ihn nach Thailand. Hier unterschrieb er Chiangmai einen Vertrag beim Zweitligisten Chiangmai United FC. Bei dem Verein aus Chiang MaiChiangmai stand er eine Spielzeit unter Vertrag und bestritt 29 Ligaspiele. Hierbei erzielte er zehn Treffer. Im Juli 2025 wechselte er nach Nakhon Ratchasima zum Erstligisten Nakhon Ratchasima FC.

### Nationalmannschaft
Elson Hooi ist Nationalspieler von Curaçao und spielte bereits für die U-20- und U-23-Nationalmannschaften. Bei der Fußball-Karibikmeisterschaft 2017, die Curaçao für sich entscheiden konnte, erzielte er zwei Tore und wurde Torschützenkönig.

## Erfolge
Curaçao
- Karibikmeisterschaft: 2017
- King’s Cup: 2019